# AK Klek
Autoklub Klek, hrvatski automobilistički klub iz Ogulina. Sjedište je u Josipa Jurja Strossmayera 8. Organizira Memorijal Ivice Kišasondija koji je dio HAKS-ova kupa Formule driver. Uspješni član je Miroslav Ujdenica.

## Vanjske poveznice
- AK Klek  Arhivirana inačica izvorne stranice od 20. listopada 2018. (Wayback Machine)
- Facebook